# ترنس نیشن ایرویز

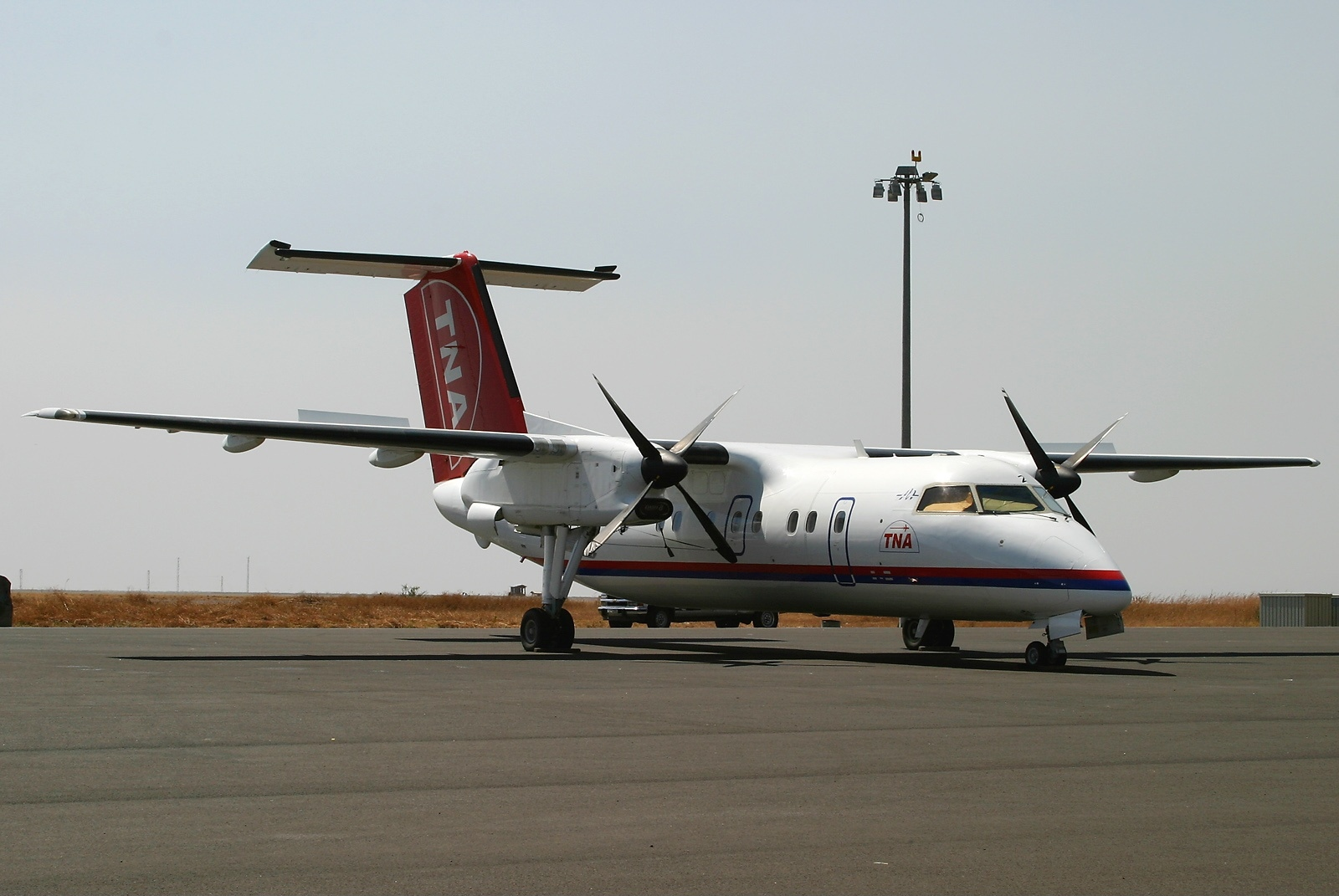
یک هواپیمای این شرکت

ترنس نیشن ایرویز (به انگلیسی: Trans Nation Airways) یک شرکت هواپیمایی است که در تاریخ ۲۰۰۴ میلادی تأسیس شده است.
دفتر مرکزی ترنس نیشن ایرویز در آدیس آبابا، اتیوپی واقع شده‌است.